# Cattedrale di Santa Maria (Oradea)
La cattedrale di Santa Maria è la chiesa cattedrale della diocesi di Gran Varadino dei Latini. Si trova nella città di Oradea, in Romania.

## Storia e descrizione
La basilica è stata costruita tra il 1752 ed il 1780, su progetto dell'architetto ticinese Giovanni Battista Ricca (1691-1757). Dopo la morte del primo architetto, la costruzione fu completata dal viennese Franz Anton Hillebrandt e la chiesa fu adornata con decorazioni in stile barocco austriaco.